# 법안종
법안종(法眼宗)은 선종오가의 한 종파이다. 10세기 당나라 승려 법안문익이 만들었다. 선종인데도 교외별전에 반대하고 교선일치를 주장했다. 송나라 때에 운문종, 위앙종과 함께 임제종에 흡수되었다.

## 고려
법안종은 법안문익 스님이 창시하여 천태덕소, 영명연수에게 법이 전해졌다. 왕건의 셋째아들이자 4대 왕인 고려 광종이 법안종 3대 조사인 영명연수 스님을 사모하여 학승 36명을 중국에 유학시켰다. 그 중 원공국사 지종이 영명연수로부터 법을 받아 고려에 전했다. 중국에서는 법안종이 쇠퇴하여 임제종에 흡수되었으나, 고려에서는 크게 발달한다. 당시 법안종 승려로서 중국에 유학하고 돌아온 사람들로는 도봉 혜거국사, 적연국사 영준, 진관국사 석초 등이 있다.